# Pontia sisymbrii
Pontia sisymbrii är en fjärilsart som först beskrevs av Jean Baptiste Boisduval 1852.  Pontia sisymbrii ingår i släktet Pontia och familjen vitfjärilar. Inga underarter finns listade i Catalogue of Life.

## Bildgalleri

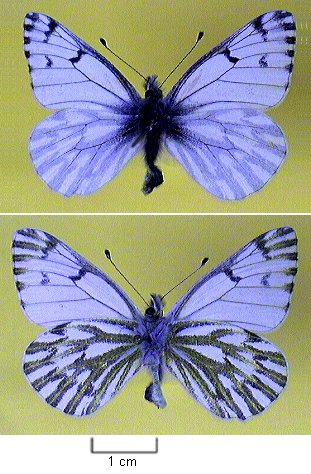